# Saint-Capraise-d’Eymet
Saint-Capraise-d’Eymet ist eine französische Gemeinde mit 172 Einwohnern (Stand 1. Januar 2022) im Département Dordogne in der Region Nouvelle-Aquitaine (vor 2016: Aquitanien). Sie gehört zum Arrondissement Bergerac und zum Kanton Sud-Bergeracois.
Der Name in der okzitanischen Sprache lautet Sent Grapasi d’Aimet und leitet sich vom heiligen Caprasius ab.
Die Einwohner werden Saint-Capraisiens genannt.

## Geographie
Saint-Capraise-d’Eymet liegt ca. 16 Kilometer südlich von Bergerac im Gebiet Bergeracois der historischen Provinz Périgord am südlichen Rand des Départements.
Saint-Capraise-d’Eymet liegt im Einzugsgebiet des Flusses Garonne.
Umgeben wird Saint-Capraise-d’Eymet von den Nachbargemeinden:
| Sadillac      |                                             | Saint-Perdoux |
| Razac-d’Eymet | Kompassrose, die auf Nachbargemeinden zeigt | Plaisance     |
|               | Saint-Aubin-de-Cadelech                     |               |

## Einwohnerentwicklung
Nach Beginn der Aufzeichnungen stieg die Einwohnerzahl in der ersten Hälfte des 19. Jahrhunderts auf einen Höchststand von rund 500. In der Folgezeit setzte eine Phase der Stagnation bis zu den 1970er Jahren ein, die die Zahl der Einwohner bei kurzen Erholungsphasen auf ein Niveau von rund 150 Einwohnern sinken ließ, das bis heute gehalten wird.
| Jahr      | 1962 | 1968 | 1975 | 1982 | 1990 | 1999 | 2006 | 2011 | 2022 |
| --------- | ---- | ---- | ---- | ---- | ---- | ---- | ---- | ---- | ---- |
| Einwohner | 192  | 163  | 150  | 143  | 153  | 150  | 141  | 141  | 172  |

## Sehenswürdigkeiten
- Pfarrkirche Saint-Caprais aus dem 12. Jahrhundert, als Monument historique eingeschrieben

## Wirtschaft und Infrastruktur
Saint-Capraise-d’Eymet liegt in den Zonen AOC des Bergerac mit den Appellationen Bergerac (blanc, rosé, rouge) und Côtes de Bergerac (blanc, rouge).

### Verkehr
Saint-Capraise-d’Eymet ist erreichbar über die Routes départementales 15 und 107.